# فيصل بن حمود السعدون
فيصل بن حمود بن ثامر بن سعدون الكبير (توفي سنة 1248هـ / 1833م) شيخ عشيرة آل سعدون من عرب العراق وأمير مشيخة عشائر المنتفق، حكم القبيلة بعد وفاة أميرها السابق ماجد بن حمود السعدون في سنة 1248هـ / 1833م. ولم يستمر في حكم القبيلة إلا ستة أشهر ثم توفي.

## البداية
عندما أعلن داود باشا عزل حمود بن ثامر السعدون عن إمارة المنتفق وتوليتها للشيخ عجيل بن محمد الثامر، ثار الشيخ حمود وأرسل ولديه ماجد وفيصل لحصار البصرة، وقد كان فيصل بن حمود يغير على البصرة ليل نهار. إلا أن الحصار لم يدم أكثر من شهرين بسبب تفكك التحالف الذي حاصر المدينة، وطول مدة الحصار حيث أن القبائل لاتطيق ذلك. ومن بعدها وصل الشيخ عجيل إلى قرية البغيلة (النعمانية حاليا) حيث ورد إليه أعمامه فبايعوه فأكرمهم، فلما رأى الشيخ حمود أن إخوانه والقبيلة تركوه والتفوا حول ابن أخيه المسنود بقوة حكومية تمكنه من امتلاك زمام الأمور، فما كان منه سوى الفرار. فقصد الكويت في البداية ثم عاد إلى بادية البصرة، فأمسك به الشيخ عجيل في تشرين الثاني/نوفمبر 1826، فأرسله إلى الوزير داود باشا في بغداد، فقام الوزير بوضعه تحت الإقامة الجبرية. أما ماجد وفيصل أبناء الشيخ حمود فقد رفضا الخضوع لعجيل، فذهبا إلى المحمرة وبقيا فيها إلى حين سقوط داود باشا وسقوط حكم المماليك ووصول علي رضا باشا لحكم بغداد سنة 1831م.

## الحكم
مع تبدل والي بغداد تبدلت أحوال الشيخ عجيل في المنتفق، فقد حكم ولاية بغداد وال جديد بدلا من داود باشا، وهو علي رضا باشا. ومع ذلك ظل الشيخ عجيل مواليا لداود حتى آخر لحظة، مما ترك أعدائه يتجمعون ضده. فقد رفض الشيخ عجيل البيعة للوالي الجديد، فأرسل إليه قوات عثمانية بقيادة بكرآغا جليلي وسليمان الغنام شيخ العقيل ومعهم ماجد بن حمود الثامر وأخويه فيصل وعبد العزيز، وطلب الوالي من صفوق الجربا أن يرافقهم دعمًا لهم. فدخل الطرفان في قتال استمر أسبوعًا وسميت بمعركة الشطرة الثانية، ورغم قلة قوات المنتفق ورداءة تسليحهم قياسًا لأعداد وعتاد الجيش الغازي، إلا أنهم كادوا أن يحققوا النصر لولا أن داهمهم مرض الهيضة، فسقط العديد من فرسان المنتفق دون قتال، وكان أحدهم الشيخ عجيل السعدون مما سهل للقوات الغازية أن تحقق النصر بعد مقتل عجيل. واستلم مشيخة المنتفق من بعده ماجد بن حمود الثامر بدعم من والي بغداد. ولكن ذلك لم يدم طويلا، لأن ماجد توفي بعد عام من استلامه الحكم، واستلم الحكم بعد وفاته أخوه فيصل، والذي أيضا لم تستمر إمارته اكثر من ستة أشهر وتوفي بعدها، فشغل مكانه عيسى بن محمد الثامر بعد ان كتب لوالي بغداد يطلب المشيخة مدعومًا من عموم أهل المنتفق، فجاءت الموافقة على ذلك أواخر 1833م.